# Báo viết

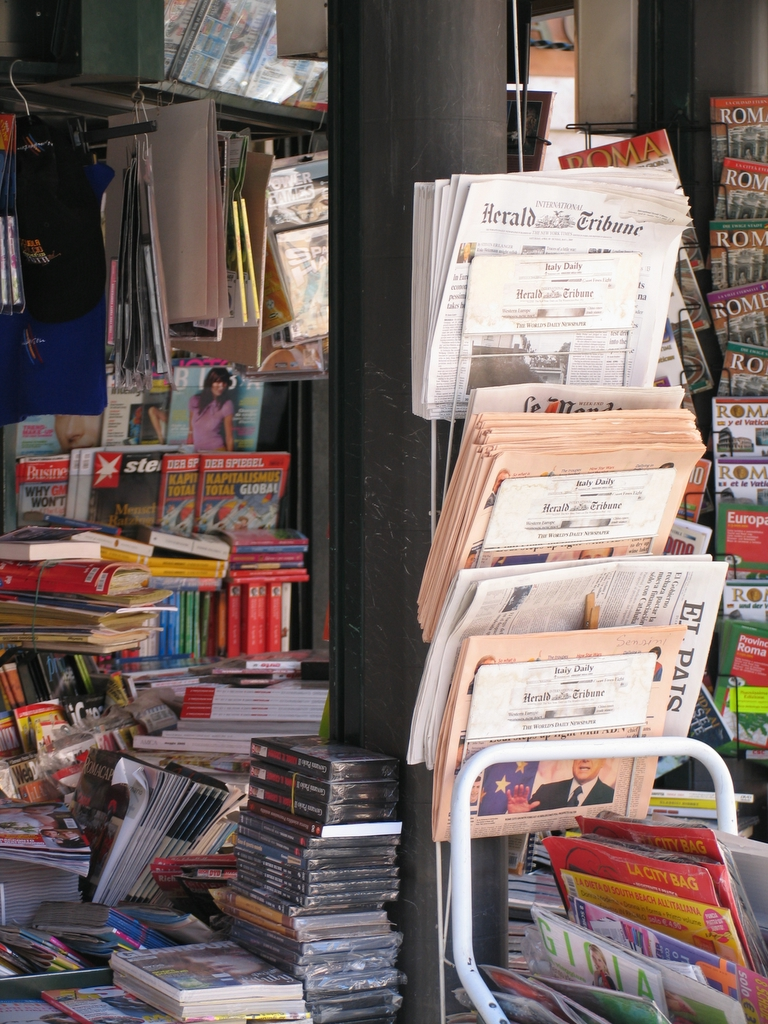
Báo giấy được bày bán

Báo viết hay báo in, báo giấy, hoặc theo tên cũ là tân văn (新聞) là các ấn phẩm xuất bản định kỳ chứa thông tin bằng văn bản về các sự kiện thời sự và thường được in bằng mực đen với nền trắng hoặc xám.
Báo viết có thể bao gồm nhiều lĩnh vực khác nhau như chính trị, kinh doanh, thể thao và nghệ thuật và thường bao gồm các tài liệu như cột ý kiến, dự báo thời tiết, đánh giá về các dịch vụ địa phương, cáo phó, thông báo khai sinh, ô chữ, tranh hoạt hình biên tập, truyện tranh và những mục khác.
Hầu hết các tờ báo là doanh nghiệp và họ trả chi phí của mình bằng sự kết hợp giữa doanh thu đăng ký, doanh thu bán báo và doanh thu quảng cáo. Các tổ chức báo chí mà xuất bản báo cũng thường xuyên được gọi tên một cách hoán dụ là báo.
Báo viết thường được xuất bản bằng bản in (thường là trên loại giấy rẻ tiền, chất lượng thấp gọi là giấy in báo). Tuy nhiên, ngày nay hầu hết các tờ báo cũng được xuất bản trên các trang web dưới dạng báo mạng, và một số thậm chí đã bỏ hoàn toàn phiên bản in của chúng.
Báo viết phát triển vào thế kỷ 17, với tư cách như một bản tổng hợp thông tin dành cho các thương gia. Đến đầu thế kỷ 19, nhiều thành phố ở châu Âu, cũng như Bắc và Nam Mỹ, đã xuất bản báo viết.
Một số tờ báo có tính độc lập biên tập cao, chất lượng báo chí cao, lượng phát hành lớn được coi là các báo kỷ lục.

## Tổng quan

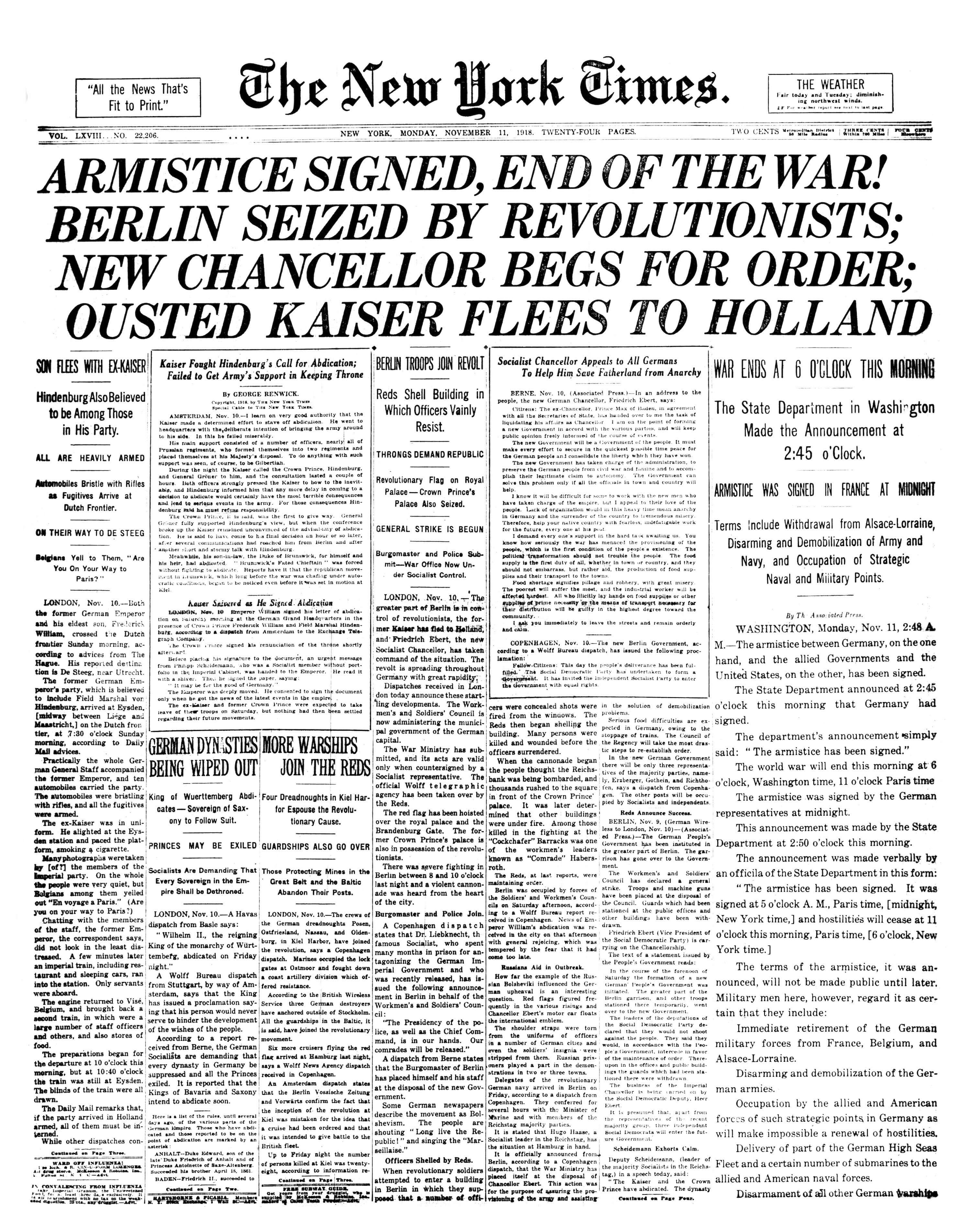
Trang nhất của Thời báo New York vào Ngày đình chiến, 11 tháng 11 năm 1918.

Báo viết thường được xuất bản hàng ngày hoặc hàng tuần. Tạp chí tin tức cũng ra hàng tuần, nhưng chúng có định dạng tạp chí. Các tờ báo có lợi ích chung thường xuất bản các tin bài và các bài báo giới thiệu về tin tức trong nước và quốc tế cũng như tin tức địa phương. Tin tức bao gồm các sự kiện chính trị và tính cách, kinh doanh và tài chính, tội phạm, thời tiết và thiên tai; sức khỏe và y học, khoa học, máy tính và công nghệ; thể thao; và giải trí, xã hội, thực phẩm và nấu ăn, quần áo và thời trang gia đình, và nghệ thuật.
Thông thường, bài báo được chia thành các phần cho mỗi nhóm chính đó (có nhãn A, B, C, v.v., với các tiền tố phân trang cho ra số trang A1-A20, B1-B20, C1-C20, v.v.). Hầu hết các tờ báo truyền thống cũng có trang biên tập chứa các bài xã luận được viết bởi một biên tập viên (hoặc ban biên tập của tờ báo) và bày tỏ quan điểm về một vấn đề công cộng, các bài báo quan điểm được gọi là "op-ed" được viết bởi các tác giả khách mời (thường là trong cùng phần như là bài xã luận) và các cột thể hiện ý kiến cá nhân của những người viết chuyên mục, thường đưa ra các phân tích và tổng hợp nhằm cố gắng chuyển dữ liệu thô của tin tức thành thông tin cho người đọc biết "ý nghĩa của chúng" và thuyết phục họ đồng tình. Các bài báo cũng bao gồm các bài báo không có dòng gạch ngang; những bài báo này được viết bởi các nhân viên tòa báo.
Báo chứa rất nhiều tài liệu được đăng. Bên cạnh các tin tức, thông tin và ý kiến nói trên, báo còn bao gồm các thông tin như dự báo thời tiết; phê bình và đánh giá về nghệ thuật (bao gồm văn học, điện ảnh, truyền hình, sân khấu, mỹ thuật và kiến trúc) và các dịch vụ địa phương như nhà hàng; cáo phó, giấy báo khai sinh và giấy báo tốt nghiệp; các tính năng giải trí như ô chữ, tử vi, phim hoạt hình biên tập, phim hoạt hình gag và truyện tranh; cột lời khuyên, thực phẩm và các cột khác; và danh sách đài phát thanh và truyền hình (lịch chương trình). Kể từ năm 2017, báo chí cũng có thể cung cấp thông tin về các bộ phim và chương trình truyền hình mới có trên các dịch vụ video trực tuyến như Netflix. Báo chí có các mục quảng cáo phân loại nơi mọi người và doanh nghiệp có thể mua các quảng cáo nhỏ để bán hàng hóa hoặc dịch vụ; tính đến năm 2013, sự gia tăng mạnh mẽ của các trang web bán hàng trên Internet, chẳng hạn như Craigslist và eBay, đã dẫn đến việc bán các quảng cáo đã được phân loại cho các tờ báo ít hơn đáng kể.
Hầu hết các tờ báo là doanh nghiệp và họ thanh toán chi phí của mình bằng sự kết hợp giữa doanh thu đến từ đăng ký, doanh thu bán báo và doanh thu quảng cáo (các doanh nghiệp hoặc cá nhân khác trả tiền để đặt quảng cáo trên các trang, bao gồm quảng cáo hiển thị hình ảnh, quảng cáo đã phân loại và các quảng cáo tương đương trực tuyến của họ). Một số tờ báo do chính phủ điều hành hoặc ít nhất là do chính phủ tài trợ; sự phụ thuộc của họ vào doanh thu quảng cáo và lợi nhuận ít quan trọng hơn đối với sự tồn tại của họ. Do đó, tính độc lập về biên tập của một tờ báo luôn phụ thuộc vào lợi ích của ai đó, cho dù đó là chủ sở hữu, nhà quảng cáo hay chính phủ. Một số tờ báo có tính độc lập biên tập cao, chất lượng báo chí cao, lượng phát hành lớn được coi là báo kỷ lục.
Nhiều tờ báo, bên cạnh việc sử dụng các nhà báo theo biên chế của riêng họ, cũng đăng ký với các cơ quan thông tấn (dịch vụ đưa tin) (chẳng hạn như Associated Press, Reuters, hoặc Agence France-Presse), với cơ chế thuê các nhà báo để tìm kiếm, tập hợp và báo cáo tin tức, sau đó bán nội dung cho các tờ báo khác nhau. Đây là một cách để tránh trùng lặp chi phí báo cáo từ khắp nơi trên thế giới. Khoảng năm 2005, có khoảng 6.580 đầu báo hàng ngày trên thế giới bán được 395 tờ   triệu bản in mỗi ngày (ở Mỹ, 1.450 đầu sách bán được 55   triệu bản). Suy thoái kinh tế toàn cầu cuối những năm 2000 cho đến đầu những năm 2010, kết hợp với sự phát triển nhanh chóng của các lựa chọn thay thế dựa trên web miễn phí, đã khiến cho quảng cáo và lưu hành sụt giảm, do nhiều tờ báo phải ngừng hoạt động để cắt lỗ. Doanh thu báo hàng năm trên toàn thế giới đạt 100 tỷ USD trong năm 2005–2007, sau đó sụt giảm trong cuộc khủng hoảng tài chính toàn cầu 2008–2009. Doanh thu năm 2016 giảm xuống chỉ còn 53 tỷ USD, gây thiệt hại đến các nhà xuất bản lớn khi nỗ lực của họ để đạt được thu nhập trực tuyến đã không đạt được mục tiêu như đã định.
Sự sụt giảm doanh thu từ quảng cáo đã ảnh hưởng đến cả báo in và truyền thông trực tuyến cũng như tất cả các phương tiện khác; quảng cáo trên báo in đã từng sinh lợi nhưng đã giảm đi rất nhiều, và giá của quảng cáo trực tuyến thường thấp hơn giá của các quảng cáo in trước đó. Bên cạnh việc tân trang lại quảng cáo, internet (đặc biệt là web) cũng đã thách thức các mô hình kinh doanh của thời đại chỉ dành cho báo in bằng cách thuê nguồn lực cộng đồng cả xuất bản nói chung (chia sẻ thông tin với người khác) và cụ thể hơn là báo chí (công việc tìm kiếm, tập hợp và báo cáo tin tức). Ngoài ra, sự gia tăng của các công cụ tổng hợp tin tức, gói các bài báo được liên kết từ nhiều tờ báo trực tuyến và các nguồn khác, đã ảnh hưởng đến luồng lưu lượng truy cập web. Việc tăng phí cho các tờ báo mạng có thể đang làm mất tác dụng đó. Tờ báo lâu đời nhất vẫn được xuất bản là Ordinari Post Tijdender, được thành lập ở Stockholm vào năm 1645.

### Định nghĩa
Báo viết thường phải đáp ứng bốn tiêu chí:
- Khả năng tiếp cận của công chúng: Nội dung của nó có thể tiếp cận hợp lý đối với công chúng, theo truyền thống, báo được bán hoặc phân phối tại các quầy báo, cửa hàng và thư viện, và từ những năm 1990, được cung cấp trên Internet với các trang web báo mạng. Mặc dù báo mạng đã làm tăng khả năng truy cập báo của những người có Internet, nhưng những người không có Internet hoặc máy tính (ví dụ, người vô gia cư, người nghèo khó và người sống ở vùng sâu vùng xa hoặc vùng nông thôn) có thể không truy cập được Internet và do đó sẽ không có thể đọc tin tức trực tuyến. Biết chữ cũng là một yếu tố ngăn cản những người không biết đọc có thể hưởng lợi từ việc đọc báo (báo giấy hoặc trực tuyến).
- Định kỳ: Chúng được xuất bản định kỳ, thường là hàng ngày hoặc hàng tuần. Điều này đảm bảo rằng các tờ báo có thể cung cấp thông tin về các câu chuyện hoặc sự kiện mới xuất hiện.
- Tính tức thời: Thông tin của nó được cập nhật theo lịch trình xuất bản của nó cho phép. Mức độ cập nhật của một tờ báo in bị giới hạn bởi nhu cầu về thời gian in và phát hành tờ báo. Tại các thành phố lớn, có thể có một ấn bản buổi sáng và một ấn bản muộn hơn của báo cùng ngày, để ấn bản sau có thể kết hợp những tin tức nóng hổi đã xảy ra kể từ khi ấn bản buổi sáng được in. Báo mạng có thể được cập nhật thường xuyên khi có thông tin mới, thậm chí một số lần mỗi ngày, có nghĩa là các ấn bản trực tuyến có thể rất cập nhật.
- Tính phổ biến: Báo chí bao gồm nhiều chủ đề, từ tin tức chính trị và kinh doanh đến cập nhật về khoa học và công nghệ, nghệ thuật, văn hóa và giải trí.

## Lịch sử

### Gazette và bulettin (bản tin)
Trong thời La Mã cổ đại, các bản tin Acta Diurna, hoặc các bản tin thông báo của chính phủ đã được phát hành. Chúng được chạm khắc bằng kim loại hoặc đá và được treo ở những nơi công cộng. Ở Trung Quốc, các tờ tin tức ban đầu do chính phủ sản xuất, được gọi là Dibao, được lưu hành trong các quan chức triều đình vào cuối triều đại nhà Hán (thế kỷ thứ hai và thứ ba sau Công nguyên). Trong khoảng thời gian từ năm 713 đến năm 734, Kaiyuan Za Bao ("Bản tin của triều đình") của triều đại nhà Đường của Trung Quốc công bố tin tức của chính phủ; nó được viết tay trên lụa và được các quan chức chính phủ đọc. Năm 1582, có tài liệu tham khảo đầu tiên về trang thông tin mới được xuất bản tư nhân tại Bắc Kinh, vào cuối thời nhà Minh.
Vào thời kỳ đầu hiện đại ở châu Âu, sự tương tác xuyên biên giới ngày càng tăng đã tạo ra nhu cầu ngày càng tăng về thông tin, được đáp ứng bằng các tờ tin tức viết tay ngắn gọn. Trong năm 1556, chính phủ của Venice lần đầu tiên công bố hàng tháng scritte notizie, trong đó chi phí một công báo, một đồng xu nhỏ. Những bản avvisi này là những bản tin viết tay và được sử dụng để truyền tải tin tức chính trị, quân sự và kinh tế đến các thành phố của Ý (1500–1700) một cách nhanh chóng và hiệu quả - chia sẻ một số đặc điểm của báo mặc dù thường không được coi là báo chân chính. Tuy nhiên, không có ấn phẩm nào trong số này đáp ứng đầy đủ các tiêu chí cổ điển cho những tờ báo thích hợp, vì chúng thường không dành cho công chúng và chỉ giới hạn trong một số chủ đề nhất định.

### Báo viết

#### Châu Âu
Johann Gutenberg đã phát minh ra loại máy in con chữ rời cơ học đầu tiên cho phép sản xuất hàng loạt sách in. Trong 50 năm sau khi Gutenberg bắt đầu in, ước tính có khoảng 500.000 cuốn sách đã được lưu hành, được in trên khoảng 1.000 nhà in trên khắp lục địa. Phát minh của Gutenberg là một thiết bị đơn giản, nhưng nó đã khởi động một cuộc cách mạng được đánh dấu bởi những tiến bộ liên tục trong công nghệ và kết quả là phổ biến những lý tưởng về tự do và tự do trao đổi thông tin.

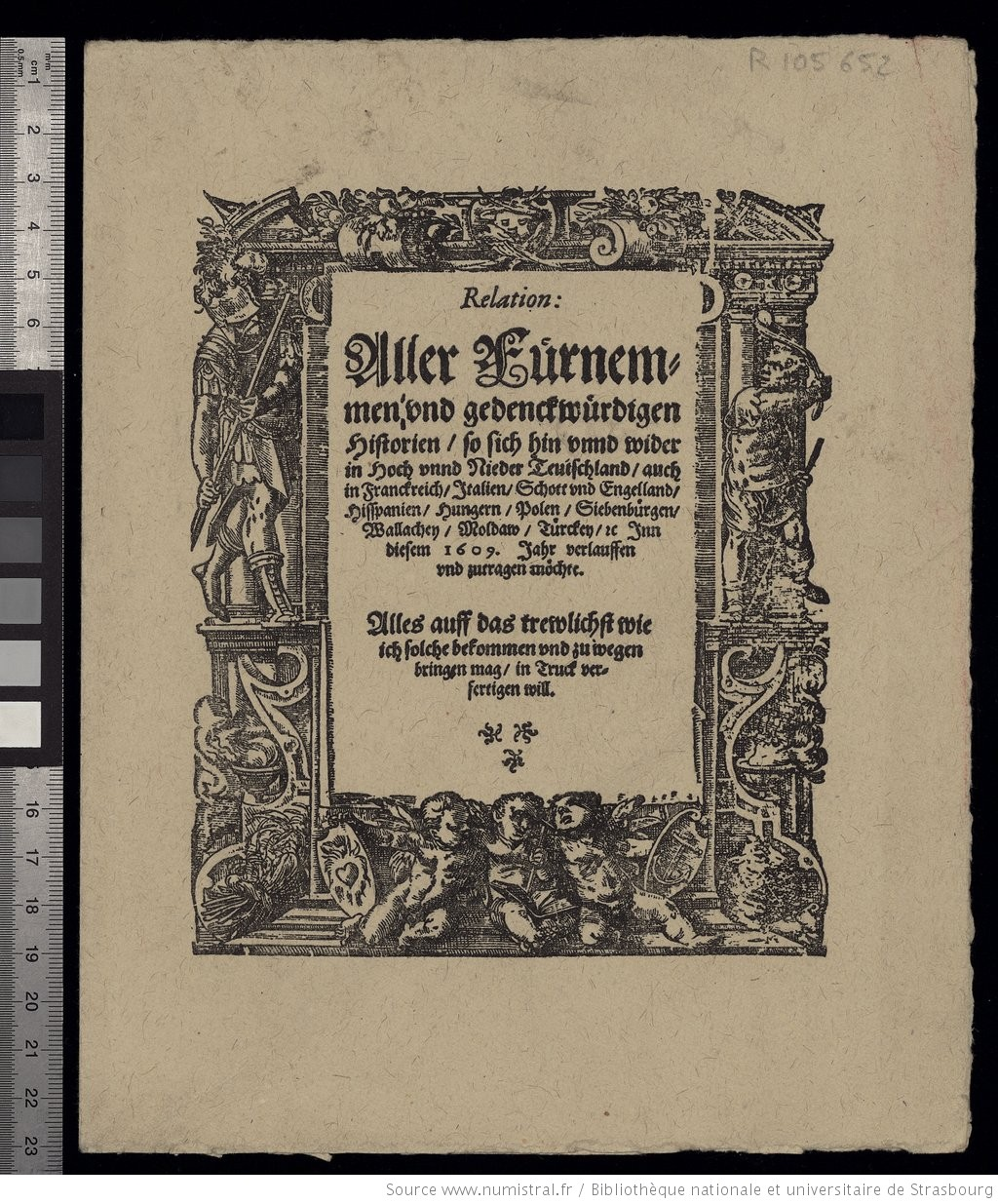
Trang tiêu đề của Carolus ' Relation, tờ báo sớm nhất, phát hành năm 1609

Sự xuất hiện của các phương tiện truyền thông mới trong thế kỷ 17 được coi là có mối liên hệ chặt chẽ với sự phổ biến của máy in và báo chí xuất bản đã lấy tên của nó (printing press) làm tên mình (press). Tờ báo tiếng Đức Relation aller Fürnemmen und gedenckwürdigen Historien, được Johann Carolus in từ năm 1605 trở đi ở Strasbourg, thường được công nhận là tờ báo đầu tiên. Vào thời điểm đó, Strasbourg là một thành phố đế quốc tự do trong Đế quốc La Mã Thần thánh của Quốc gia Đức; tờ báo đầu tiên của nước Đức hiện đại là Avisa, xuất bản năm 1609 tại Wolfenbüttel. Tờ báo này phân biệt chính nó với các tài liệu in khác bằng cách được xuất bản một cách thường xuyên. Tờ báo này tập trung tường thuật một loạt các sự kiện hiện tại cho công chúng rộng rãi. Trong vòng vài thập kỷ, báo giấy có thể được tìm thấy ở tất cả các thành phố lớn của châu Âu, từ Venice đến London.
Courante uyt Italien, Duytslandt, & c. ('Courant từ Ý, Đức, v.v.'), tờ báo năm năm 1618 là báo giấy đầu tiên xuất hiện ở dạng foolio thay vì cỡ quarto. Amsterdam, một trung tâm thương mại thế giới, nhanh chóng trở thành quê hương của các tờ báo bằng nhiều thứ tiếng, thường là trước khi chúng được xuất bản tại quốc gia của họ. Tờ báo tiếng Anh đầu tiên, Corrant out of Italy, Germany, v.v., được xuất bản tại Amsterdam vào năm 1620. Một năm rưỡi sau, tờ báo Corante, or weekely newes from Italy, Germany, Hungary, Poland, Bohemia, France and the Low Countreys được xuất bản ở Anh do một nhóm người với tên tắt "NB" (thường được cho là Nathaniel Butter hoặc Nicholas Bourne) và Thomas Archer. Tờ báo đầu tiên ở Pháp được xuất bản năm 1631, La Gazette (xuất bản ban đầu là Gazette de France). Tờ báo đầu tiên ở Ý, phù hợp với số báo lâu đời nhất vẫn còn được lưu giữ, là Di Genova xuất bản năm 1639 tại Genoa. Tờ báo đầu tiên ở Bồ Đào Nha, A Gazeta daosystemração, được xuất bản vào năm 1641 tại Lisbon. Tờ báo tiếng Tây Ban Nha đầu tiên, Gaceta de Madrid, được xuất bản vào năm 1661.
Post- och Inrikes Tidningar (được thành lập với tên gọi Ordinari Post Tijdender) được xuất bản lần đầu tiên ở Thụy Điển vào năm 1645, là tờ báo lâu đời nhất vẫn còn tồn tại, mặc dù hiện nay nó chỉ xuất bản trực tuyến. Opregte Haarlemsche Courant xuất bản tại Haarlem lần đầu tiên vào năm 1656, là tờ báo lâu đời nhất vẫn còn được in. Nó buộc phải hợp nhất với tờ báo Haarlems Dagblad vào năm 1942 khi Đức chiếm đóng Hà Lan. Kể từ đó, Haarlems Dagblad đã xuất hiện với phụ đề Oprechte Haerlemse Courant 1656. Merkuriusz Polski Ordynaryjny được xuất bản tại Kraków, Ba Lan vào năm 1661. Nhật báo tiếng Anh thành công đầu tiên, The Daily Courant, được xuất bản từ năm 1702 đến năm 1735.

#### Châu Mỹ
Tại Boston năm 1690, Benjamin Harris xuất bản Publick Occurrences Both Forreign and Domestick. Đây được coi là tờ báo đầu tiên ở các thuộc địa Mỹ dù chỉ xuất bản một ấn bản trước khi tờ báo này bị chính phủ đàn áp. Năm 1704, thống đốc cho phép xuất bản The Boston News-Letter và nó trở thành tờ báo được xuất bản liên tục đầu tiên ở các thuộc địa. Ngay sau đó, các bài báo hàng tuần bắt đầu được xuất bản ở New York và Philadelphia. Những tờ báo đầu tiên này theo định dạng của Anh và thường dài bốn trang. Họ chủ yếu mang tin tức từ Anh và nội dung phụ thuộc vào sở thích của biên tập viên. Năm 1783, Pennsylvania Evening Post trở thành nhật báo đầu tiên của Mỹ.
Năm 1752, John Bushell xuất bản Halifax Gazette, và báo này tự xưng là "tờ báo đầu tiên của Canada." Tuy nhiên, hậu duệ chính thức của nó, Royal Gazette, là một ấn phẩm của chính phủ dành cho các thông báo và tuyên bố pháp lý hơn là một tờ báo thích hợp; Năm 1764, Quebec Gazette được in lần đầu tiên vào ngày 21 tháng 6 năm 1764 và vẫn là tờ báo được xuất bản liên tục lâu đời nhất ở Bắc Mỹ với tên gọi Quebec Chronicle-Telegraph. Nó hiện được xuất bản dưới dạng tiếng Anh hàng tuần từ các văn phòng của nó tại 1040 Belvédère, suite 218, Quebec City, Quebec, Canada. Năm 1808, Gazeta do Rio de Janeiro  có ấn bản đầu tiên, được in bằng các thiết bị mang từ Anh, xuất bản tin tức có lợi cho chính phủ Vương quốc Liên hiệp Anh Bồ Đào Nha, Brazil và Algarves vì nó được sản xuất bởi dịch vụ báo chí chính thức của hoàng gia Bồ Đào Nha.
Năm 1821, sau khi chấm dứt lệnh cấm lưu hành báo tư nhân tại Brasil, xuất hiện ấn phẩm in đầu tiên không phải của đế quốc cai trị, Diário do Rio de Janeiro, mặc dù đã có tờ Correio Braziliense, được xuất bản bởi Hipólito José da Costa cùng lúc với Gazeta, nhưng đến từ London và với những ý tưởng chính trị và phê bình được ủng hộ mạnh mẽ, nhằm mục đích vạch trần những sai sót của chính quyền. Tờ báo đầu tiên ở Peru là El Peruano, được thành lập vào tháng 10 năm 1825 và vẫn được xuất bản cho đến ngày nay, nhưng có một số thay đổi tên.

#### Châu Á
Trong triều đại nhà Đường ở Trung Quốc (618–906), Kaiyuan Za Bao, với mục đích công bố tin tức của chính phủ đã được ra đời; nó được in khắc gỗ  trên giấy. Tờ báo này đôi khi được coi là một trong những tờ báo được xuất bản sớm nhất. Nỗ lực đầu tiên được ghi nhận để xuất bản một tờ báo thuộc loại hiện đại ở Nam Á là của William Bolts, một người Hà Lan làm việc cho Công ty Đông Ấn của Anh vào tháng 9 năm 1768 tại Calcutta. Tuy nhiên, trước khi có thể xuất bản tờ báo của mình, ông đã bị trục xuất trở lại châu Âu. Năm 1780, tờ báo đầu tiên của vùng này, Hicky's Bengal Gazette, được một người Ireland, James Augustus Hicky xuất bản. Hicky sử dụng nó như một phương tiện để chỉ trích sự cai trị của người Anh thông qua báo chí.Jobo, được thảo luận trong Biên niên sử của triều đại Joseon, đã được xuất bản vào năm 1577 dưới dạng một tờ báo thương mại do tư nhân điều hành. Nó được in hàng ngày và bao gồm một loạt các chủ đề, bao gồm thời tiết, các chòm sao và các vấn đề thời sự. Năm 2017, một nhà sư Hàn Quốc tuyên bố đã phát hiện ra một bản sao còn sót lại của Jobo.

#### Trung Đông
Lịch sử của báo chí Trung Đông bắt đầu từ thế kỷ 19. Nhiều biên tập viên không chỉ là nhà báo mà còn là nhà văn, triết gia và chính trị gia. Với các tạp chí không chính thức, những trí thức này đã khuyến khích công chúng thảo luận về chính trị ở Đế quốc Ottoman và Ba Tư. Các tác phẩm văn học thuộc mọi thể loại cũng được đăng nhiều kỳ và đăng trên báo chí.
Những tờ báo đầu tiên ở Đế chế Ottoman thuộc sở hữu của những người nước ngoài sống ở đó, những người muốn tuyên truyền về thế giới phương Tây. Cuốn sớm nhất được in vào năm 1795 bởi Palais de France ở Pera. Báo chí bản địa Trung Đông bắt đầu vào năm 1828, khi Muhammad Ali, Khedive của Ai Cập, ra lệnh thành lập địa phương của công báo Vekayi-i Misriye (Các vấn đề Ai Cập). Đầu tiên nó được viết bằng tiếng Thổ Nhĩ Kỳ Ottoman và tiếng Ả Rập trên các trang đối diện, và sau đó chỉ bằng tiếng Ả Rập, với tiêu đề " al-Waqa'i'a al-Masriya ".
Tờ báo tiếng Thổ Nhĩ Kỳ không chính thức đầu tiên, Ceride-i Havadis (Sổ đăng ký sự kiện), được xuất bản bởi một người Anh, William Churchill, vào năm 1840. Tờ báo tư nhân đầu tiên được xuất bản bởi các nhà báo Thổ Nhĩ Kỳ, Tercüman-ı Ahvâl (Người phiên dịch sự kiện), được thành lập bởi İbrahim Şinasi và Agah Efendi và phát hành vào năm 1860. Tờ báo đầu tiên ở Iran, Kaghaz-e Akhbar (The Newspaper), được Mirza Saleh Shirazi thành lập cho chính phủ vào năm 1837. Các tạp chí đầu tiên ở Bán đảo Ả Rập xuất hiện ở Hijaz, sau khi nó độc lập với sự cai trị của Ottoman, vào cuối Thế chiến I. Một trong những phụ nữ sớm nhất đăng bài trên báo chí Ả Rập là nữ bác sĩ Galila Tamarhan, người đã đóng góp các bài báo cho một tạp chí y tế có tên " Ya'asub al-Tib " (Lãnh đạo về Y học) vào những năm 1860.

### Cách mạng công nghiệp
Vào đầu thế kỷ 19, nhiều thành phố ở châu Âu, cũng như Bắc và Nam Mỹ, đã xuất bản các ấn phẩm dạng báo mặc dù không phải tất cả đều phát triển theo cùng một cách; nội dung được định hình rộng rãi theo sở thích khu vực và văn hóa. Những tiến bộ trong công nghệ in ấn liên quan đến cuộc Cách mạng Công nghiệp đã cho phép báo chí trở thành một phương tiện truyền thông được lưu hành rộng rãi hơn, vì công nghệ in mới làm cho việc in ấn ít tốn kém hơn và hiệu quả hơn. Năm 1814, The Times (London) mua lại một máy in có khả năng tạo ra 1.100 bản in mỗi giờ. Chẳng bao lâu, báo chí này đã được điều chỉnh để in trên cả hai mặt của một trang cùng một lúc. Sự đổi mới này đã làm cho báo chí rẻ hơn và do đó cho phép một bộ phận lớn hơn của người dân có thể mua nó.
Năm 1830, tờ báo rẻ tiền (giá tính bằng xu) đầu tiên xuất hiện trên thị trường: Transcript của Lynde M. Walter, xuất bản tại Boston. Các tờ báo giá xu này có giá bằng 1/6 các tờ báo khác và thu hút được nhiều đối tượng hơn, bao gồm cả những người ít học và có thu nhập thấp hơn. Tại Pháp, Émile de Girardin bắt đầu " La Presse " vào năm 1836, giới thiệu các tờ nhật báo giá rẻ, được hỗ trợ quảng cáo đến Pháp. Năm 1848, August Zang, một người Áo quen biết Girardin ở Paris, trở lại Vienna để giới thiệu những phương pháp tương tự với " Die Presse " (được đặt tên và sao chép công khai ấn phẩm của Girardin).

## Phân loại
Trong khi hầu hết các tờ báo đều nhắm đến nhiều độc giả, thường được xác định theo địa lý, một số tập trung vào các nhóm độc giả được xác định theo sở thích hơn là vị trí của họ: ví dụ: có các tờ báo kinh doanh hàng ngày và hàng tuần (ví dụ: The Wall Street Journal và India Today) và báo thể thao. Chuyên gia hơn vẫn là một số tờ báo hàng tuần, thường miễn phí và được phân phối trong các khu vực hạn chế; những điều này có thể phục vụ các cộng đồng cụ thể như một số nhóm dân nhập cư nhất định, cộng đồng người đồng tính địa phương hoặc những người đam mê indie rock trong một thành phố hoặc khu vực.

### Tần suất

#### Hàng ngày
Nhật báo hay báo ngày được in mỗi ngày, đôi khi ngoại trừ Chủ nhật và đôi khi là Thứ bảy, (và một số ngày lễ lớn)  và thường là của một số ngày lễ quốc gia. Các ấn bản thứ bảy  và chủ nhật của nhật báo có xu hướng rộng hơn, bao gồm nhiều chuyên mục hơn (ví dụ: về nghệ thuật, phim ảnh, giải trí) và phụ trang quảng cáo, đồng thời có giá cao hơn. Thông thường, phần lớn nhân viên của những tờ báo này làm việc từ thứ hai đến thứ sáu, vì vậy các ấn bản Chủ nhật và Thứ hai phần lớn phụ thuộc vào nội dung được thực hiện trước hoặc nội dung được tổng hợp. Hầu hết các tờ báo hàng ngày được bán vào buổi sáng.
Báo giấy buổi chiều hoặc buổi tối, trước đây phổ biến nhưng hiện nay là hiếm, hướng đến nhiều hơn đối với người đi làm và nhân viên văn phòng. Trên thực tế (mặc dù điều này có thể thay đổi tùy theo quốc gia), một tờ báo buổi sáng có sẵn trong các ấn bản sớm từ trước nửa đêm vào đêm trước ngày lên bìa của nó, các ấn bản khác sẽ được in và phân phối trong đêm. Các ấn bản sau này có thể bao gồm tin tức nóng hổi được tiết lộ lần đầu tiên vào ngày hôm đó, sau khi ấn bản buổi sáng đã được in xong. Xem trước các tờ báo ngày mai thường là một tính năng của các chương trình tin tức đêm khuya, chẳng hạn như Newsnight ở Vương quốc Anh. Năm 1650, nhật báo đầu tiên xuất hiện, Einkommende Zeitung, do Timotheus Ritzsch xuất bản ở Leipzig, Đức.
Ở Vương quốc Anh và một số quốc gia thuộc Khối thịnh vượng chung khác, không giống như hầu hết các quốc gia khác, các tờ báo "hàng ngày" không xuất bản vào Chủ nhật. Trước đây có những tờ báo Chủ nhật độc lập; ngày nay cùng một nhà xuất bản thường sản xuất một tờ báo Chủ nhật, khác biệt về nhiều mặt với số hàng ngày, thường là với một cái tên liên quan; ví dụ, The Times và The Sunday Times là những tờ báo khác nhau thuộc sở hữu của cùng một công ty, và một bài báo được xuất bản trên tờ báo The Sunday Times sẽ không bao giờ được ghi nhận cho The Times.
Trong một số trường hợp, ấn bản Chủ nhật là phiên bản mở rộng của một tờ báo từ cùng một nhà xuất bản; trong các trường hợp khác, đặc biệt là ở Anh, nó có thể là một doanh nghiệp riêng biệt, ví dụ, The Observer, không liên kết với một tờ báo hàng ngày kể từ khi thành lập năm 1791 cho đến khi được The Guardian mua lại vào năm 1993. Thông thường, nó là một ấn bản mở rộng đặc biệt, thường có độ dày và trọng lượng gấp vài lần các ấn bản ngày trong tuần và thường chứa các phần đặc biệt không có trong các ấn bản ngày trong tuần, chẳng hạn như truyện tranh Chủ nhật, tạp chí Chủ nhật (chẳng hạn như New York Times Magazine và The Sunday Times Magazine).
Ở một số quốc gia, nhật báo không được xuất bản vào Ngày Giáng sinh, nhưng các tờ báo hàng tuần sẽ thay đổi ngày của họ, ví dụ: Báo Chủ nhật được xuất bản vào Thứ Bảy ngày 24 tháng 12, đêm Giáng sinh khi Ngày Giáng sinh rơi vào Chủ nhật.

#### Hai số mỗi tuần
Một số tờ báo được xuất bản hai lần một tuần và được gọi là ấn phẩm bán tuần.

#### Ba số mỗi tuần
Meridian Star là một ví dụ về một ấn phẩm xuất bản như vậy.

#### Hàng tuần

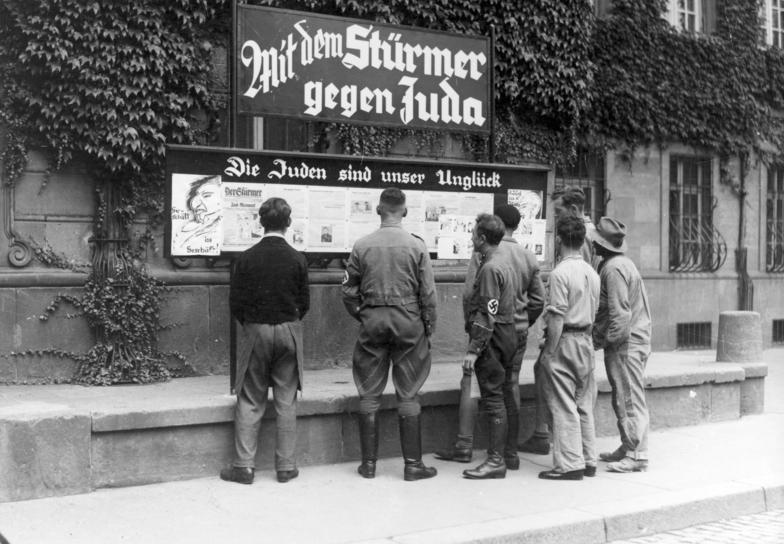
Công chúng đọc tuần báo bài Do Thái Der Stürmer, Worms, Đức, 1935

Báo hàng tuần được xuất bản mỗi tuần một lần, và có xu hướng có kích cỡ nhỏ hơn báo hàng ngày.

#### Hai tuần một số
Một số ấn phẩm được xuất bản hai tuần một lần. Chúng có sự thay đổi so với ngày bình thường hàng tuần trong thời kỳ Giáng sinh tùy thuộc vào ngày trong tuần Ngày Giáng sinh rơi vào.

### Phạm vi địa lý và phân bố

#### Địa phương hoặc vùng
Một tờ báo địa phương phục vụ một khu vực chẳng hạn như một thành phố hoặc một phần của thành phố lớn. Hầu như thị trường nào cũng có một hoặc hai tờ báo thống lĩnh khu vực. Các tờ báo đô thị lớn thường có mạng lưới phân phối lớn, và có thể được tìm thấy bên ngoài khu vực bình thường của chúng, đôi khi rộng rãi, đôi khi từ ít nguồn hơn.

#### Toàn quốc

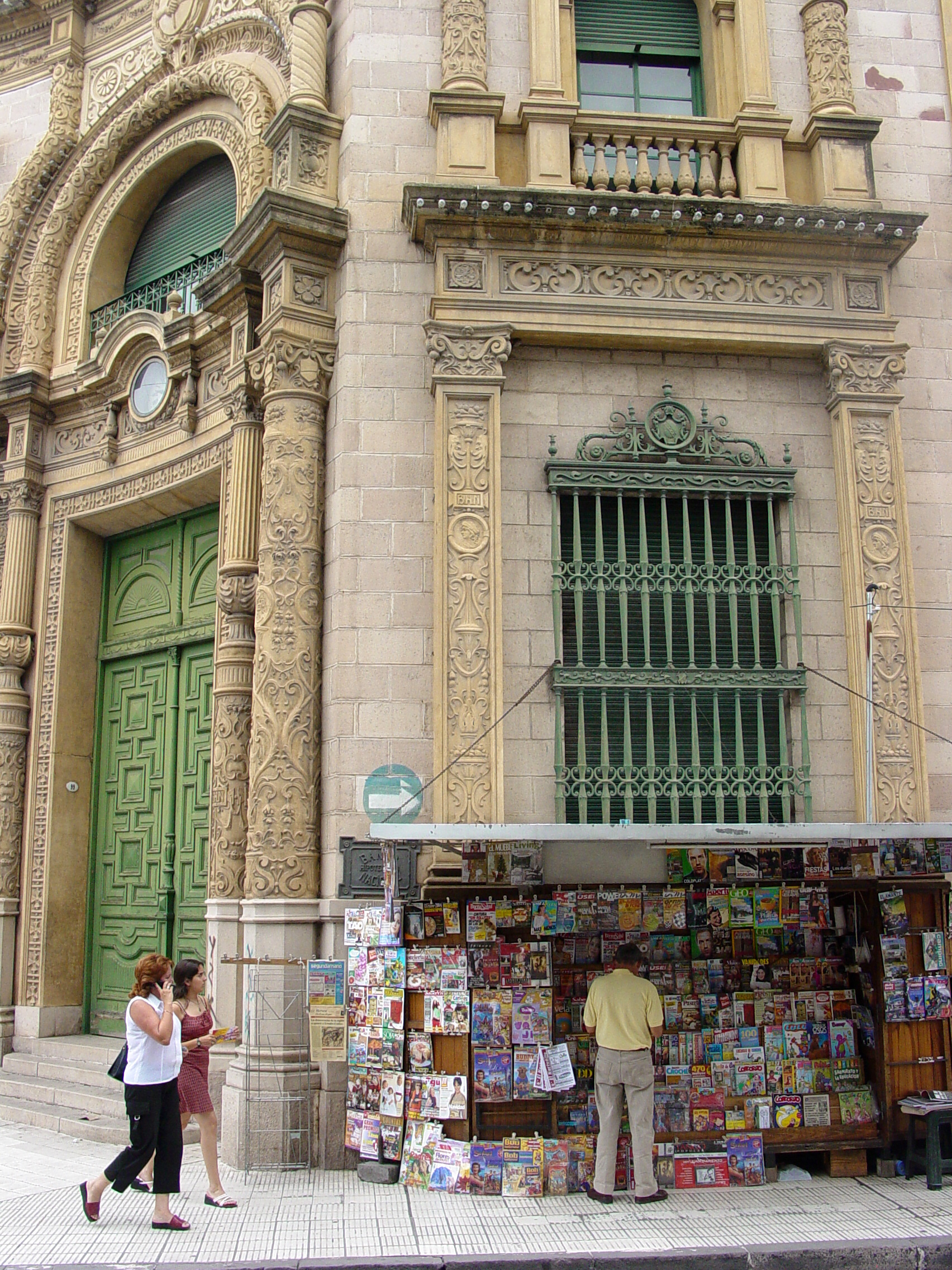
Quầy báo ở Salta (Argentina).

Hầu hết các quốc gia đều có ít nhất một tờ báo lưu hành trong cả nước, gọi là báo quốc gia. Một số tờ báo quốc gia, chẳng hạn như Financial Times và The Wall Street Journal, là chuyên ngành (trong những ví dụ này là về các vấn đề tài chính). Có rất nhiều tờ báo quốc gia ở Vương quốc Anh, nhưng chỉ có một số tờ báo ở Hoa Kỳ và Canada. Ở Canada, The Globe and Mail được bán trên khắp đất nước. Tại Hoa Kỳ, ngoài các tờ báo quốc gia như vậy, The New York Times còn có mặt trên khắp nước Mỹ.

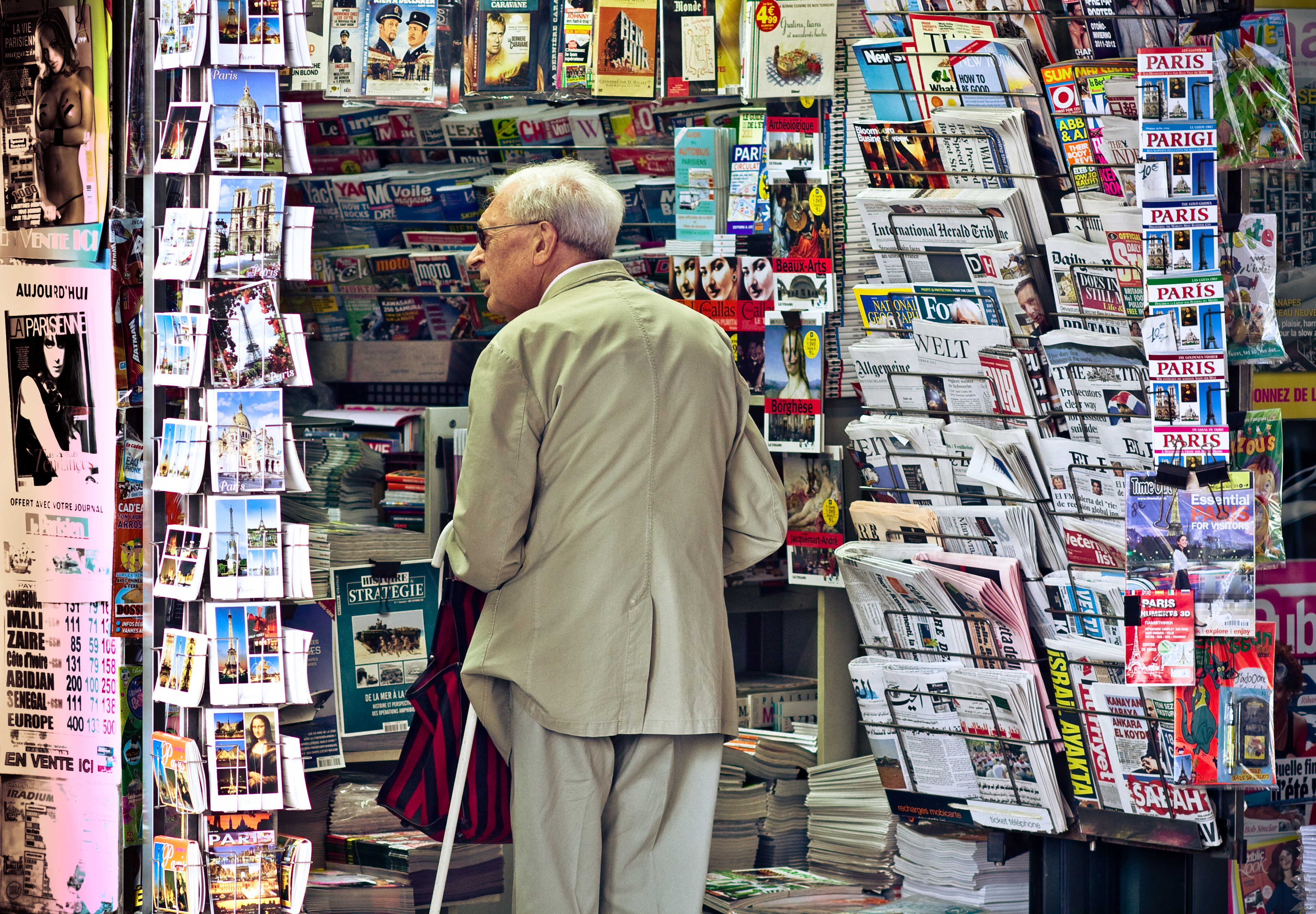
Báo quốc tế được bán ở Paris, Pháp

Ngoài ra còn có một nhóm nhỏ các tờ báo có thể được coi là báo quốc tế. Một số, chẳng hạn như The New York Times International Edition, (trước đây là The International Herald Tribune) luôn tập trung vào điều đó, trong khi những tờ khác là các tờ báo quốc gia được đóng gói lại hoặc "ấn bản quốc tế" của các tờ báo quốc gia hoặc thành phố lớn. Trong một số trường hợp, các bài báo có thể không quan tâm đến nhiều độc giả hơn sẽ bị loại khỏi các ấn bản quốc tế; ở những người khác, quan tâm đến người nước ngoài, tin tức quốc gia quan trọng được giữ lại. Khi tiếng Anh trở thành ngôn ngữ quốc tế của kinh doanh và công nghệ, nhiều tờ báo trước đây chỉ được xuất bản bằng các ngôn ngữ không phải tiếng Anh cũng đã phát triển các ấn bản bằng tiếng Anh. Ở những nơi đa dạng như Jerusalem và Mumbai, báo chí được in cho công chúng nói tiếng Anh trong nước và quốc tế, và cho khách du lịch. Sự ra đời của Internet cũng cho phép các tờ báo không sử dụng tiếng Anh đưa ra phiên bản tiếng Anh thu nhỏ để giúp tờ báo của họ tiếp cận toàn cầu.
Tương tự như vậy, ở nhiều quốc gia có đông dân số nói tiếng nước ngoài hoặc nhiều khách du lịch, báo chí bằng các ngôn ngữ không phải quốc ngữ vừa được xuất bản trong nước vừa được nhập khẩu. Ví dụ, các tờ báo và tạp chí từ nhiều quốc gia và các tờ báo được xuất bản tại địa phương bằng nhiều ngôn ngữ, có thể dễ dàng tìm thấy trên các quầy báo ở trung tâm London. Tại bang Florida của Hoa Kỳ, rất nhiều khách du lịch từ tỉnh Quebec của Canada nói tiếng Pháp đến thăm để lưu trú dài ngày trong mùa đông ("những con chim tuyết ") đến nỗi một số quầy báo và cửa hàng bán báo tiếng Pháp như Le Droit.

### Nội dung tập trung
Các tờ báo tổng hợp bao gồm tất cả các chủ đề, với sự nhấn mạnh khác nhau. Trong khi ít nhất đề cập đến tất cả các chủ đề, một số tờ báo có thể đưa tin tốt về các sự kiện quốc tế có tầm quan trọng; những báo khác có thể tập trung nhiều hơn vào giải trí hoặc thể thao quốc gia hoặc địa phương. Các tờ báo chuyên ngành có thể tập trung cụ thể hơn vào các vấn đề tài chính chẳng hạn. Có các ấn phẩm chỉ đề cập đến các môn thể thao hoặc một số môn thể thao nhất định, đua ngựa, sân khấu, v.v., mặc dù chúng có thể không còn được gọi là báo.    

### Công nghệ

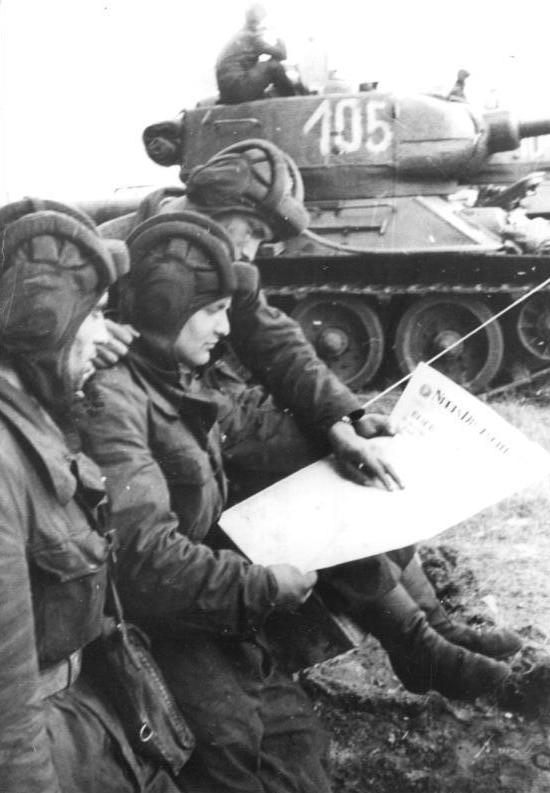
Những người lính trong một đơn vị xe tăng Đông Đức đọc về việc xây dựng Bức tường Berlin năm 1961 trên tờ báo Neues Deutschland

#### In ấn
Trong nhiều thế kỷ, báo chí được in trên giấy và được cung cấp trực tiếp cho độc giả bằng cách phân phối tại địa phương, hoặc trong một số trường hợp qua đường bưu điện, ví dụ như cho những người Anh xa xứ sống ở Ấn Độ hoặc Hồng Kông đăng ký báo Anh. Báo có thể được chuyển đến nhà thuê bao và / hoặc doanh nghiệp bởi chính người giao hàng của báo, được gửi qua thư, bán tại các quầy báo, cửa hàng tạp hóa và cửa hàng tiện lợi, và được chuyển đến các thư viện và hiệu sách. Các tổ chức báo chí cần một hệ thống phân phối lớn để giao giấy tờ của họ cho các nhà phân phối khác nhau này, thường liên quan đến xe tải và người giao hàng. Trong những năm gần đây, báo chí và các phương tiện truyền thông khác đã thích nghi với môi trường công nghệ đang thay đổi bằng cách bắt đầu cung cấp các ấn bản trực tuyến để đáp ứng nhu cầu của công chúng. Trong tương lai, xu hướng chuyển tải tin tức điện tử nhiều hơn sẽ tiếp tục với việc chú trọng nhiều hơn vào Internet, phương tiện truyền thông xã hội và các phương thức cung cấp tin tức điện tử khác. Tuy nhiên, trong khi phương thức phân phối đang thay đổi, báo giấy và ngành công nghiệp này vẫn có một thị trường ngách trên thế giới.

#### Trực tuyến
Tính đến năm 2007, hầu như tất cả các tờ báo in lớn đều có các ấn bản trực tuyến được phân phối trên Internet, tùy thuộc vào quốc gia có thể được quy định bởi các tổ chức báo chí như Ủy ban Khiếu nại Báo chí ở Anh. Nhưng khi một số nhà xuất bản nhận thấy các mô hình dựa trên bản in của họ ngày càng không bền vững, "báo chí" dạng web cũng bắt đầu xuất hiện, chẳng hạn như Southport Reporter ở Anh và Seattle Post-Intelligencer, đã ngừng xuất bản sau 149 năm vào tháng 3 năm 2009 và trở thành một tờ báo chỉ phát hành trực tuyến.
Kể từ năm 2005 ở Anh, hơn 200 tờ báo khu vực đã đóng cửa, dẫn đến số lượng các nhà báo trong khu vực giảm 50%. Một nghiên cứu năm 2016 do Đại học King's College London thực hiện cho thấy những thị trấn mất đi các tờ báo địa phương đã suy thoái khỏi các giá trị dân chủ và mất niềm tin của công chúng vào chính quyền.
Một xu hướng mới trong xuất bản báo chí là sự ra đời của cá nhân hóa thông qua các công nghệ in theo yêu cầu hoặc với các trang web tổng hợp tin tức trực tuyến như Google news. Các tờ báo tùy chỉnh cho phép người đọc tạo tờ báo cá nhân của họ thông qua việc lựa chọn các trang riêng lẻ từ nhiều ấn phẩm. Cách tiếp cận "tốt nhất" này cho phép hồi sinh mô hình dựa trên bản in và mở ra một kênh phân phối mới để tăng độ phủ bên dưới ranh giới phân phối thông thường. Báo mạng tùy chỉnh đã được cung cấp bởi MyYahoo, I-Google, CRAYON, ICurrent.com, Kibboko.com, Twitter. lần và nhiều lần khác. Với những tờ báo trực tuyến này, người đọc có thể chọn số lượng của mỗi phần (chính trị, thể thao, nghệ thuật, v.v.) mà họ muốn xem trong mục tin tức của họ.

## Tổ chức và nhân sự

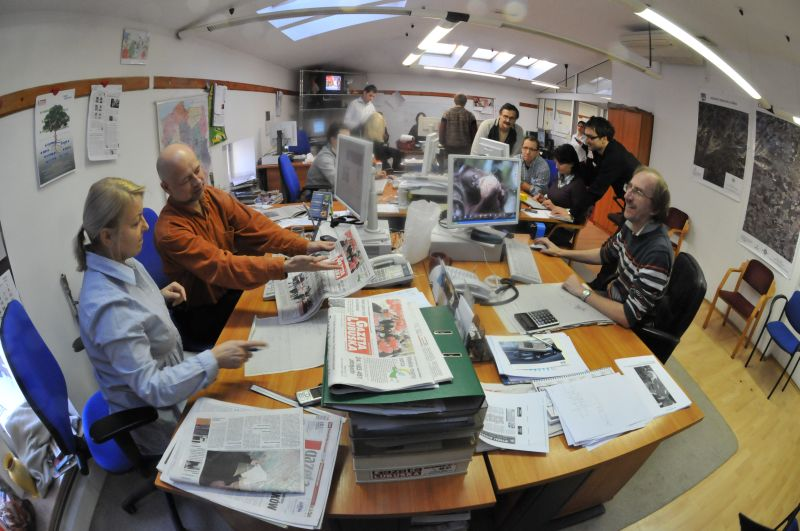
Tòa soạn Gazeta Lubuska ở Zielona Góra, Ba Lan

Ở Hoa Kỳ, người quản lý tổng thể hoặc giám đốc điều hành của tờ báo là nhà xuất bản. Ở những tờ báo nhỏ, chủ sở hữu của ấn phẩm (hoặc cổ đông lớn nhất trong tập đoàn sở hữu ấn phẩm) thường là nhà xuất bản. Dù hiếm khi hoặc có lẽ không bao giờ viết truyện, nhà xuất bản phải chịu trách nhiệm pháp lý về nội dung của toàn bộ tờ báo và cũng điều hành công việc kinh doanh, bao gồm việc thuê biên tập viên, phóng viên và các nhân viên khác. Chức danh này ít phổ biến hơn bên ngoài Hoa Kỳ. Vị trí tương đương trong ngành công nghiệp điện ảnh và chương trình tin tức truyền hình là nhà sản xuất điều hành.    Hầu hết các tờ báo có bốn bộ phận chính dành cho việc xuất bản tờ báo — biên tập, sản xuất / in ấn, phát hành và quảng cáo, mặc dù chúng thường được gọi bằng nhiều tên khác — cũng như không dành riêng cho tờ báo các bộ phận cũng được tìm thấy trong các doanh nghiệp khác có quy mô tương đương, chẳng hạn như kế toán, tiếp thị, nhân sự và CNTT.
Trên khắp thế giới nói tiếng Anh, người chọn nội dung cho tờ báo thường được gọi là biên tập viên. Các biến thể về chức danh này như tổng biên tập, tổng biên tập điều hành, v.v. là phổ biến. Đối với các tờ báo nhỏ, một biên tập viên duy nhất có thể chịu trách nhiệm về tất cả các lĩnh vực nội dung. Tại các tờ báo lớn, biên tập viên cao cấp nhất phụ trách tổng thể việc xuất bản, trong khi các biên tập viên ít cao cấp hơn có thể mỗi người tập trung vào một lĩnh vực chủ đề, chẳng hạn như tin tức địa phương hoặc thể thao. Các bộ phận này được gọi là phòng tin tức hoặc "bàn", và mỗi bộ phận được giám sát bởi một biên tập viên được chỉ định. Hầu hết các biên tập viên của tờ báo sao chép đều chỉnh sửa các câu chuyện cho phần của họ trên tờ báo, nhưng họ có thể chia sẻ khối lượng công việc của mình với những người hiệu đính và kiểm tra sự thực. 

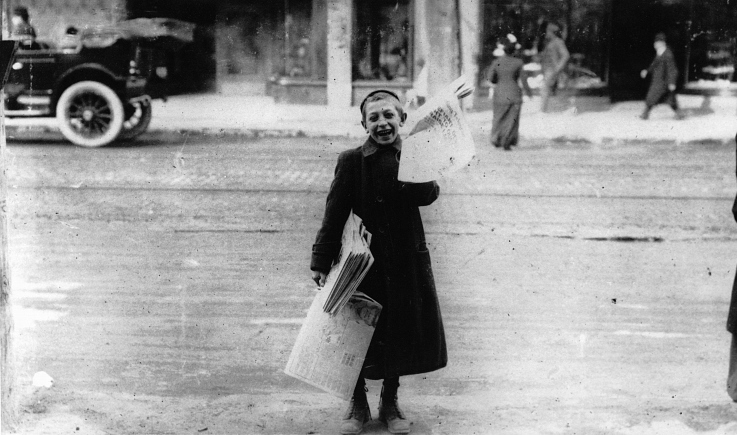
Một cậu bé bán báo năm 1905 bán Điện tín Toronto ở Canada

Phóng viên là những nhà báo chủ yếu tường thuật những sự kiện mà họ thu thập được và những người viết những bài báo dài hơn, ít mang tính thời sự hơn có thể được gọi là những người viết bài. Các nhiếp ảnh gia và nghệ sĩ đồ họa cung cấp hình ảnh và minh họa để hỗ trợ các bài báo. Các nhà báo thường chuyên về một lĩnh vực chủ đề, được gọi là nhịp điệu, chẳng hạn như thể thao, tôn giáo hoặc khoa học. Người viết chuyên mục là những nhà báo viết bài thường xuyên kể lại những ý kiến và kinh nghiệm cá nhân của họ. Các nhà in và nhà khai thác báo chí thực hiện in tờ báo. In ấn là bên ngoài của nhiều tờ báo, một phần do chi phí của một báo web offset (loại phổ biến nhất của báo chí dùng để in báo) và cũng vì một tờ báo nhỏ của chạy in có thể yêu cầu ít hơn một giờ hoạt động, có nghĩa là nếu tờ báo có báo chí của riêng mình, hầu hết thời gian nó sẽ không hoạt động. Nếu tờ báo cung cấp thông tin trực tuyến, quản trị viên web và nhà thiết kế web có thể được thuê để tải các câu chuyện lên trang web của tờ báo.
Nhân viên của bộ phận phát hành liên lạc với những người bán báo lẻ; bán đăng ký; và giám sát việc phân phối báo in qua thư, qua các hãng báo, tại các nhà bán lẻ và qua các máy bán hàng tự động. Báo miễn phí không bán theo đăng ký, nhưng chúng vẫn có bộ phận phát hành chịu trách nhiệm phân phối báo. Nhân viên kinh doanh trong bộ phận quảng cáo không chỉ bán không gian quảng cáo cho khách hàng như các doanh nghiệp địa phương, mà còn giúp khách hàng thiết kế và lập kế hoạch các chiến dịch quảng cáo của họ. Các thành viên khác của bộ phận quảng cáo có thể bao gồm nhà thiết kế đồ họa, những người thiết kế quảng cáo theo yêu cầu của khách hàng và chính sách của bộ phận. Trong một tờ báo không có quảng cáo, không có bộ phận quảng cáo.